# ماكسيميليان شتادلر
ماكسيميليان شتادلر (بالألمانية: Maximilian Stadler)‏ هو مؤرخ موسيقى ‏ وملحن وعازف بيانو نمساوي، ولد في 4 أغسطس 1748 في بلدة ميلك في النمسا، وتوفي في 8 نوفمبر 1833 في فيينا في النمسا.

## وصلات خارجية
- ماكسيميليان ستادلر على موقع ميوزك برينز (الإنجليزية)
- ماكسيميليان ستادلر على موقع ديسكوغز (الإنجليزية)